# Sedlescombe
Sedlescombe is een civil parish in het bestuurlijke gebied Rother, in het Engelse graafschap East Sussex met 1476 inwoners.